# Ethnikos Achnas
L'Ethnikos Achnas (grec: Εθνικός Άχνας) és un club de futbol xipriota de la ciutat d'Achna.

## Història
El club va ser fundat el 1968. Assolí l'ascens a primera divisió l'any 1983. Va perdre la categoria la temporada següent, però tornà a assolir l'ascens el 1986. La temporada 2001-02 fou finalista de copa.

## Palmarès
- Segona divisió xipriota de futbol: 
  - 1985-86, 1991-92

- Copa Intertoto: 
  - 2006[5]